# Cottondale (Alabama)
Cottondale ist ein census-designated place (CDP) im Tuscaloosa County im Bundesstaat Alabama in den Vereinigten Staaten und gehört zu den südlichen Vororten von Tuscaloosa. Das U.S. Census Bureau hat bei der Volkszählung 2020 eine Einwohnerzahl von 3.130 ermittelt. Alternative Namen sind Cotton Dale, Kennedale, Kennidale oder Konnidale.

## Geographie
Cottondale liegt im Zentrum Alabamas im Süden der Vereinigten Staaten.
Nahegelegene Orte sind unter anderem Tuscaloosa (unmittelbar westlich und südlich), Holt (2 km nordwestlich), Woodmont (3 km nördlich), Peterson (5 km nordöstlich) und Coaling (6 km südöstlich).

## Geschichte
Ursprünglich hieß der Ort Kennedale in Anlehnung an Joseph Kennedy, einen lokalen Besitzer einer Baumwollspinnerei. 1876 wurde der Ort nach dem Vorbild der zahlreichen Baumwollspinnereien (engl. cotton mill) in Cottondale umbenannt.
In den späten 1880er Jahren war der Ort zudem ein bedeutsames Zentrum der Knights of Labor. Hier arbeitete unter anderem auch Mary Harris Jones, eine bedeutende Führerin der Arbeiterbewegung.

## Verkehr
Cottondale liegt unmittelbar am U.S. Highway 11 sowie etwa einen Kilometer nördlich einer gemeinsamen Trasse des Interstate 20 und Interstate 59. Sechs Kilometer westlich verläuft außerdem der U.S. Highway 82.
14 Kilometer nordwestlich entfernt befindet sich der Tuscaloosa Regional Airport.